# Ça commence aujourd'hui (film)
Pour les articles homonymes, voir Ça commence aujourd'hui.
Pour plus de détails, voir Fiche technique et Distribution.
Ça commence aujourd'hui est un film français réalisé par Bertrand Tavernier, sorti en 1999.

## Synopsis
Daniel est directeur d'une école maternelle dans le nord de la France qui n'est pas en zone d'éducation prioritaire. Enseignant avec passion et convictions, il doit faire face à la petite délinquance, à des institutions publiques dépassées par l'ampleur de la détresse sociale des familles, qui sont frappées par la pauvreté (causée par la désindustrialisation et les pertes d'emplois : 35 % de chômage dans la population active de la commune), et à une hiérarchie quelque peu méprisante.

## Fiche technique
- Titre : Ça commence aujourd'hui
- Réalisation : Bertrand Tavernier
- Scénario : Dominique Sampiero, Tiffany Tavernier et Bertrand Tavernier
- Musique : Louis Sclavis
- Photographie : Alain Choquart
- Son : Michel Desrois et Gérard Lamps
- Montage : Sophie Brunet
- Décors : Thierry François
- Costumes : Marpessa Djian
- Production : Frédéric Bourboulon et Alain Sarde
- Sociétés de production : Little Bear production et Les Films Alain Sarde
- Pays de production :  France
- Format : couleurs - 2,35:1 - DTS - 35 mm
- Durée : 117 minutes
- Date de sortie :
  - France : 12 mars 1999

## Distribution
- Philippe Torreton : Daniel Lefebvre
- Maria Pitarresi : Valeria
- Nadia Kaci : Samia Damouni
- Véronique Ataly : Mme Lienard
- Nathalie Bécue : Cathy
- Emmanuelle Bercot : Mme Tievaux
- Françoise Bette : Mme Delacourt
- Christine Citti : Mme Baudoin
- Christina Crevillén : Sophie
- Sylviane Goudal : Gloria
- Didier Bezace : l'inspecteur
- Kelly Mercier : Laetitia
- Betty Teboulle : Mme Henry
- Gérard Giroudon : le maire
- Marief Guittier : la mère de Daniel
- Benoît Constant : le père de Daniel
- Daniel Delabesse : Marc
- Jean-Claude Frissung : le collègue du directeur
- Thierry Gibault : l'inspecteur de police
- Philippe Meyer : le conseiller municipal
- Gerald Cesbron : M. Henry
- Michelle Goddet : la mère de l'enfant battu
- Stefan Elbaum : l'oncle de l'enfant battu
- Nathalie Desprez : Mme Bry
- Françoise Miquelis : Mme Duhem
- Frédéric Richard : M. Bacheux
- Johanne Cornil-Leconte : Mme Bacheux
- Lambert Marchal : Rémi
- Sylvie Delbauffe : femme avec bébé
- Mathieu Lenne : Jimmy
- Corinne Agthe : Mme Pacotte
- Rémi Henneuse

## Production

### Tournage
Le tournage a lieu à Anzin et ses environs immédiats. L'école est celle de la rue « derrière les haies »

## Distinctions

### Récompenses
- Berlinale: Prix FIPRESCI, Mention honorable et Prix du jury œcuménique pour Bertrand Tavernier
- Prix Humanum 1999 de l'UPCB / UBFP - Union de la presse cinématographique belge
- Meilleur film étranger aux Fotogramas de Plata
- Prix du film œcuménique au Festival norvégien international du film
- Prix du public au Festival international du film de Saint-Sébastien
- Sant Jordi du meilleur film étranger et Sant Jordi du meilleur acteur (Philippe Torreton)
- Prix Lumière du meilleur comédien (Philippe Torreton)

### Nominations
- Ours d'or à la Berlinale
- Meilleur film étranger aux Goya
- César du meilleur acteur pour Philippe Torreton

## Autour du film
(septembre 2020).
À l'orée des années 1980, Bertrand Tavernier mettait en scène dans le cadre de sa ville natale, Lyon, la détresse de Laurence, une enseignante interprétée par Nathalie Baye. Vingt ans plus tard, ou presque, le cinéaste traite, à nouveau, des problèmes de l'école. Ici, cependant, le tableau apparaît nettement plus sombre. Nous sommes dans une région, le Nord, frappée de plein fouet par la fermeture des mines de charbon. Une zone sinistrée, expression terrible d'« une humanité en friche, abandonnée à elle-même, n'ayant rien à léguer aux gosses que son impuissance muette... », écrit Jean-Claude Loiseau. « L'école, pour les enfants, est un refuge temporaire, une dernière protection, une digue. »
Lors de sa sortie, le film fut jugé trop pessimiste, à la limite du misérabilisme. Pourtant, « s'il nous touche autant, c'est qu'il se situe à la frontière entre le documentaire et la fiction, comme pouvait l'être L.627. Plutôt que de reconstituer une école en studio, plutôt que de rechercher par casting trente têtes blondes, le cinéaste a posé sa caméra dans une vraie école (la maternelle d'Anzin, près de Valenciennes), dans une vraie classe, et a filmé les vrais élèves et les vrais enseignants de cette école. Le scénario lui-même résulte de l'expérience vécue d'un directeur d'école, Dominique Sampiero [..] Les écoliers ne sont pas les seuls non-professionnels du film. Bon nombre de parents qui traversent l'œuvre, qui confient leur désarroi au directeur d'école sont eux aussi interprétés par des amateurs qui jouent parfois une histoire proche de la leur. À cet égard, le film atteint dans certaines séquences une vérité dans l'émotion proche de celle qui se dégage de L'Enfance nue de Maurice Pialat, qui se déroulait également dans le Nord, chez les mineurs », note Jean-Dominique Nuttens.
Effectivement, « au fil de scènes courtes, rapidement enchaînées, autour de l'instit (Philippe Torreton), les personnages, importants ou secondaires [...] trouvent leur place. Tavernier tient la chronique de ces vies, sur une trame assez souple pour que filtrent des éclats de vérité non trafiquée. C'est mieux qu'un style : une attitude », estime, de son côté Jean-Claude Loiseau. De plus, face à une réalité particulièrement grave, « le cinéaste fait preuve d'une infinie pudeur dans sa manière de filmer. La chute de Mme Henry dans la cour de l'école, sous l'effet de la boisson, est montrée de loin [...]. Plus tard, lorsqu'une mère de famille raconte à Daniel Lefebvre, le directeur de la maternelle, joué par Philippe Torreton, qu'elle fait vivre sa famille pendant une semaine avec 30 francs, Bertrand Tavernier filme l'échange en plan fixe, refusant tout effet de cinéma en pareil moment. »
« Rarement, un film de Bertrand Tavernier aura été autant traversé par le thème de la transmission », souligne encore Jean-Dominique Nuttens. Transmission des maîtres aux élèves, transmission entre générations, transmission d'un savoir-faire et d'un métier y sont  abordées tout au long du film. On rappellera ici les propos murmurés par le père de Laurence, immobilisé par la maladie (Jean Dasté), dans Une semaine de vacances : « Je sais tellement de choses...tellement de choses. » À ce sujet, une des séquences les plus bouleversantes du film est le long monologue d'une enseignante proche de la retraite, Mme Delacourt (Françoise Bette) déclarant à un interlocuteur hors-champ : « [...] Les petits ne savent même plus ce que c'est un métier. Les mères ne s'occupent plus de leurs gosses comme avant. Y en a certains qui savent même plus qu'on peut parler à quelqu'un. » « C'est une confession entre parenthèses, toute simple, tranchante par sa simplicité même », commente Jean-Claude Loiseau.
Ça commence aujourd'hui n'est pourtant pas une œuvre fataliste. « La ténacité sans emphase de son héros (Philippe Torreton), magistrale incarnation d'une éthique en marche, illumine le film. » Avec celui-ci, le cinéaste « n'affirme pas, il constate, enrage, s'émeut et nous émeut. Lui comme ses personnages ne détiennent pas la solution définitive aux questions sociales posées. À tout le moins ne renoncent-ils pas », conclut Jean-Dominique Nuttens.